# Клегг, Милли
Эмили Луиза Фой Клегг (англ. Emily Louise Foy Clegg; род. 1 ноября 2005, Окленд), более известная как Милли Клегг (англ. Milly Clegg), — новозеландская футболистка, нападающая американского «Расинга» из Луисвилла и сборной Новой Зеландии.

## Клубная карьера
Первым клубом Милли Клегг на взрослом уровне стал «Окленд Юнайтед», с которым она стала обладательницей Кубка Кейт Шеппард 2022, а позднее дебютировала в чемпионате Новой Зеландии.
Перед стартом сезона 2022/23 перешла в «Веллингтон Феникс», единственную новозеландскую команду, участвующую в австралийской A-лиге. С целью сохранить свой любительский статус, позволявший бы в перспективе заиграть в американской студенческой лиге, Клегг не заключала профессиональный контракт со своей новой командой. Ставшей по итогам сезона лучшим бомбардиром команды, Клегг получила ряд предложений для продолжения своей карьеры, но решила присоединиться к австралийскому «Уэстерн Сидней Уондерерс», заключив также любительский контракт.
В январе 2024 года клуб Национальной женской футбольной лиги США «Расинг» объявил о подписании с Клегг трёхлетнего контракта.

## Карьера в сборной
В августе 2022 года Милли Клегг представляла свою страну на чемпионате мира среди девушек до 20 лет, где в составе новозеландской команды приняла участие во всех трёх матчах группового этапа, отличившись забитым мячом на 3-й минуте игры против Колумбии. В октябре того же года сыграла за новозеландок на чемпионате мира среди девушек до 17 лет, забив оба мяча своей команды на турнире.
При подготовке к домашнему чемпионату мира тренер основной сборной Новой Зеландии в поисках атакующих игроков решил пригласить на сборы Милли Клегг. Дебютировала юная футболистка за национальную команду 7 апреля 2023 года, выйдя на замену в конце товарищеского матча против Исландии. 30 июня 2023 года 17-летняя Клегг была включена в заявку Новой Зеландии для участия в чемпионате мира 2023, став самой молодой в команде. Этот чемпионат стал для футболистки третьим мировым первенством менее чем за 12 месяцев.
3 июня 2024 года в товарищеском матче против Японии забила свой дебютный мяч за национальную сборную.

## Достижения
Окленд Юнайтед
- обладательница Кубка Кейт Шеппард[англ.]: (1) 2022[англ.]